# Voorjaarspronkridder
De voorjaarspronkridder (Calocybe gambosa, synoniem: Tricholoma georgii) is een paddenstoel uit de familie Lyophyllaceae. Hij leeft saprotroof op de grond, bij voorkeur langs bosranden en in struwelen van sleedoorn en meidoorn. De zwam gedijt goed op matig vochtige tot droge, zwak zure tot basische, meestal kalkhoudende, humeuze vaak enigszins verstoorde zandgrond, soms op veraard veen. In Nederland en België komt hij vrij algemeen voor.

## Kenmerken

### Hoed
De 3 tot 10 cm (zelden tot 15 cm) brede hoed is halfbolvormig als hij jong is, later uitspreidend en vaak onregelmatig gebogen. De rand blijft lang ingerold. Het matte en droge oppervlak heeft een witte tot vuilwitte kleur, meestal wat vlekkerig en soms gelig of bruinachtig.

### Steel
De 3 tot 10 cm lange en tot 4 cm brede steel heeft een stevige consistentie en is wit van kleur.

### Lamellen
De smalle en dicht op elkaar staan lamellen zijn net als de snede licht crèmig wit. Ze zijn bochtig aangehecht.

### Vlees
Het vlees is dik. De smaak is sterk meelachtig. De geur is opdringerig meel- of komkommerachtig.

### Sporenprint
De sporenprint is wit.

### Microscopische kenmerken
De elliptische en gladwandige sporen vertonen geen jodiumkleurreactie. Hun afmetingen zijn 4-7 × 2-3,5 µm. De basidia, waarop de sporen rijpen, vertonen siderofiele granulatie. De cystidia zijn daarentegen volledig afwezig. Op de septen van de hyfen (schimmeldraden) zitten meestal gespen (klemverbindingen).

## Soortafbakening
De eetbare voorjaarspronkridder is relatief goed te herkennen aan de vrij compacte, lichtgekleurde vruchtlichamen, smalle lamellen, de meelgeur en de meestal vroege verschijning in het jaar. Er zijn giftige soorten die er op kunnen lijken, vooral als ze jong zijn. Andere soorten die ermee verward kunnen worden zijn niet giftig.
De zeer giftige giftige vezelkop (Inosperma erubescens), waarvan de vruchtlichamen in dezelfde periode van het jaar te vinden zijn, is de klassieke dubbelganger van de voorjaarspronkridder. Opvallend en afwijkend is het rood wordende vlees, de radiaal vezelige hoed en de vuilbruine lamellen met loop der tijd. Bovendien ruikt het vruchtvlees van jonge vruchtlichamen soms aangenaam fruitig, terwijl oudere exemplaren later een onaangename zoetige zaadgeur ontwikkelen. Ook de hitteminnende giftige satijnzwam (Entoloma sinuatum) ruikt bij het snijden naar meel, maar ontwikkelt pas vanaf augustus vruchtlichamen.
Een andere soort met lichtgekleurde vruchtlichamen, dicht bij elkaar geplaatste lamellen en meelachtige geur is de blanke pronkridder (Tricholomella constricta), die voorheen ook in het geslacht Calocybe werd geplaatst. Het is iets kleiner, puur wit getint, maar wordt grijsbruin met de leeftijd en geeft de voorkeur aan nitraatrijke grond. De sporen zijn groter en wrattenachtig. Vergelijkbaar zijn soorten van het geslacht Leucopaxillus, die meestal groter worden, maar op jonge leeftijd een vergelijkbare groeiwijze kunnen hebben. Leucopaxillus compactus ruikt nauwelijks naar meel en smaakt onaangenaam. De bijzonder zeldzame Gerhardtia piperata lijkt er sterk op. Deze soort heeft een wijnvatgeur en een scherpe smaak. Beide soorten verschijnen meestal later in het jaar. Ze zijn oneetbaar.
Bovendien kunnen ridderzwammen (Tricholoma) met een melige geur voor verwarring zorgen. Naarmate ze ouder worden, zijn hun lamellen minder dicht bijeen dan bij de voorjaarspronkridder. De witte duifridderzwam (Tricholoma columbetta) heeft een zijdeglanzende of - bij vochtig weer - wat vettige hoed, die vaak erg golvend is. Andere soorten zoals de witte ridderzwam (Tricholoma album) hebben een onaangename geur.

## Verspreiding
De schimmel komt voor in het Holarctisch gebied. In Noord- en Centraal-Azië is de soort te vinden in heel Siberië, Korea en Japan. In Noord-Amerika zijn slechts enkele waarnemingen bekend (zuidwesten van Canada). Uit Noord-Afrika zijn vondsten uit Marokko gemeld en ook op de Canarische Eilanden komt de paddenstoel voor. In Zuid-Europa zijn er meldingen van vondsten uit Bulgarije, Italië, Roemenië en Spanje. Op het westelijke subcontinent is de voorjaarspronkridder bekend uit de Benelux, Frankrijk, het Verenigd Koninkrijk en zeer zelden in Ierland. In Midden-Europa is de soort bekend uit Duitsland, Liechtenstein, Oostenrijk, Polen, Zwitserland, Slowakije, Tsjechië en Hongarije. In Oost-Europa komt de schimmel oorspronkelijk uit Rusland, zoals Bashkortostan, en het noordoosten van Estland. Het voorkomen in Noord-Europa varieert van zuidelijk tot centraal Fennoscandinavië. In Duitsland is de soort verspreid vanaf de Deense grens, Helgoland en de kustgebieden van de Noordzee en de Oostzee in regionale verdichtings- en losmakingsgebieden tot aan de Hoogrijn en de Noordelijke Alpen.

## Naamgeving
Aanvankelijk beschreven als Agaricus gambosus door Elias Magnus Fries in zijn werk Systema mycologicum uit 1821. De soortaanduiding is afgeleid van een Latijnse term voor "klompvoet" in relatie tot zijn omvangrijke steel. Het werd later door Paul Kummer in 1871 Tricholoma gambosum genoemd, voordat het in 1962 door Marinus Anton Donk opnieuw werd geclassificeerd als Calocybe gambosa. De geslachtsnaam is afgeleid van de Oudgriekse termen kalos "mooi" en cubos "hoofd". In Duitsland staat hij bekend als Maipilz, waar hij in mei vruchtlichamen vormt. In Denemarken wordt hij Vårmousseron genoemd en verschijnt hij in de lente - begin mei.

## Afbeeldingen

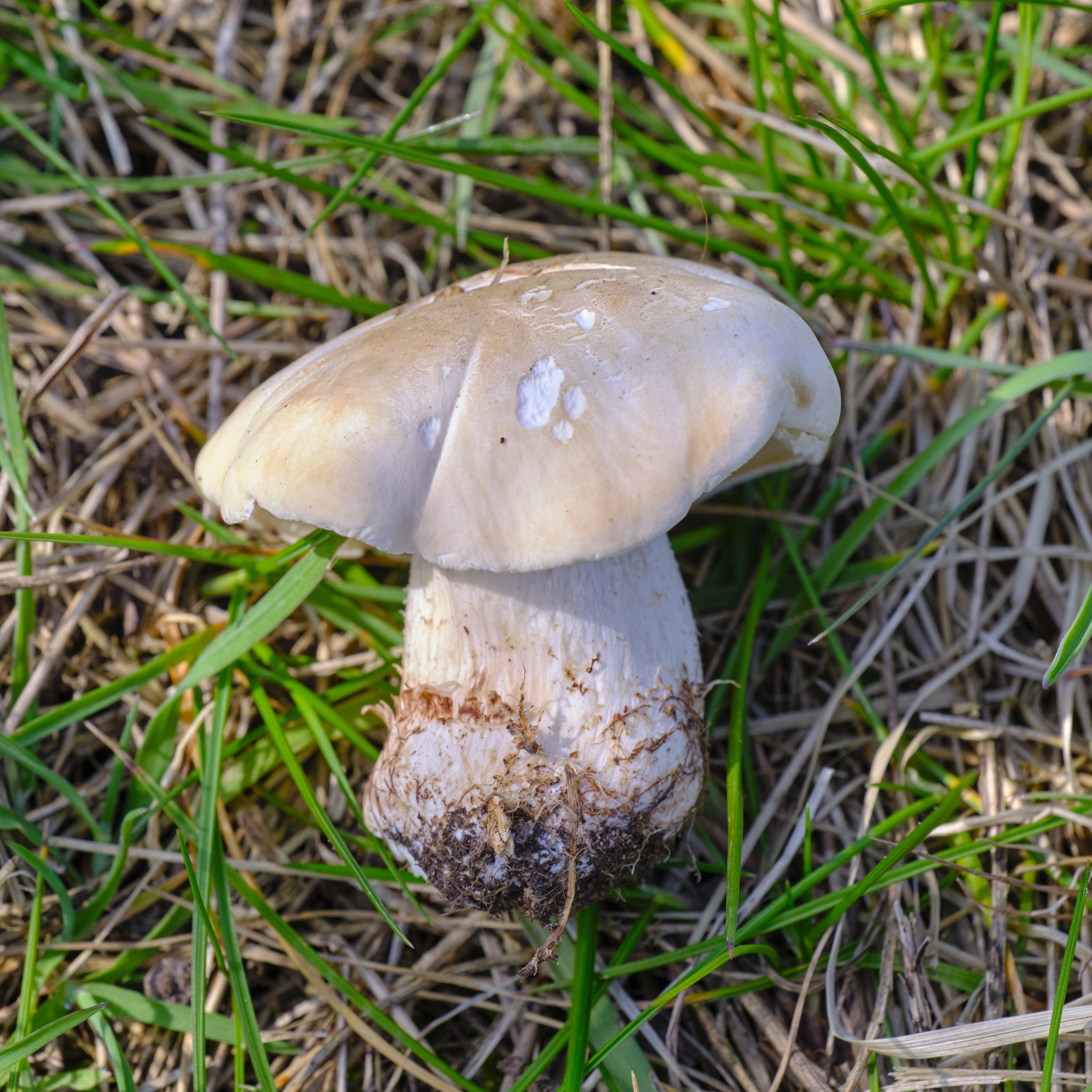
Vruchtlichaam
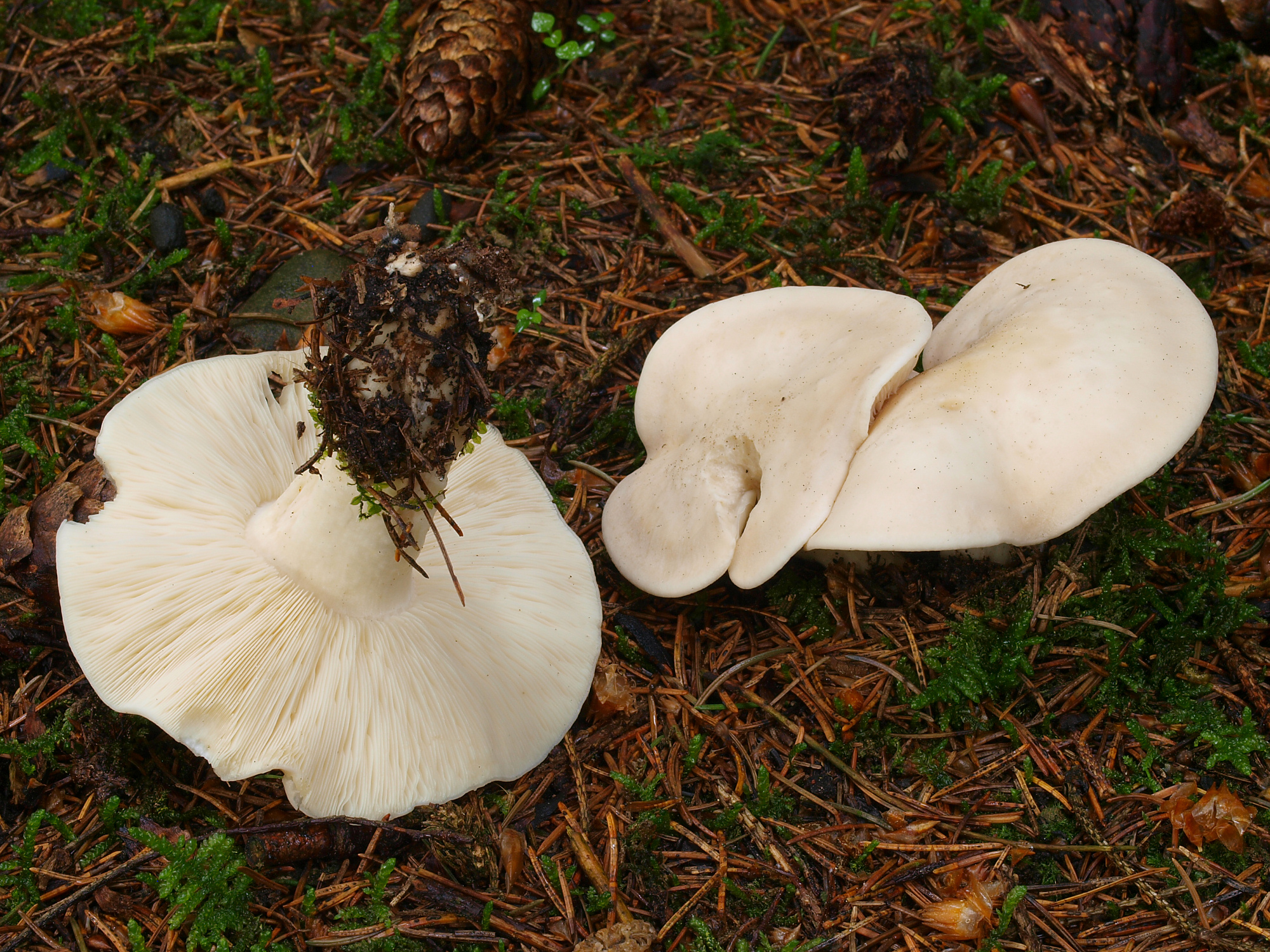
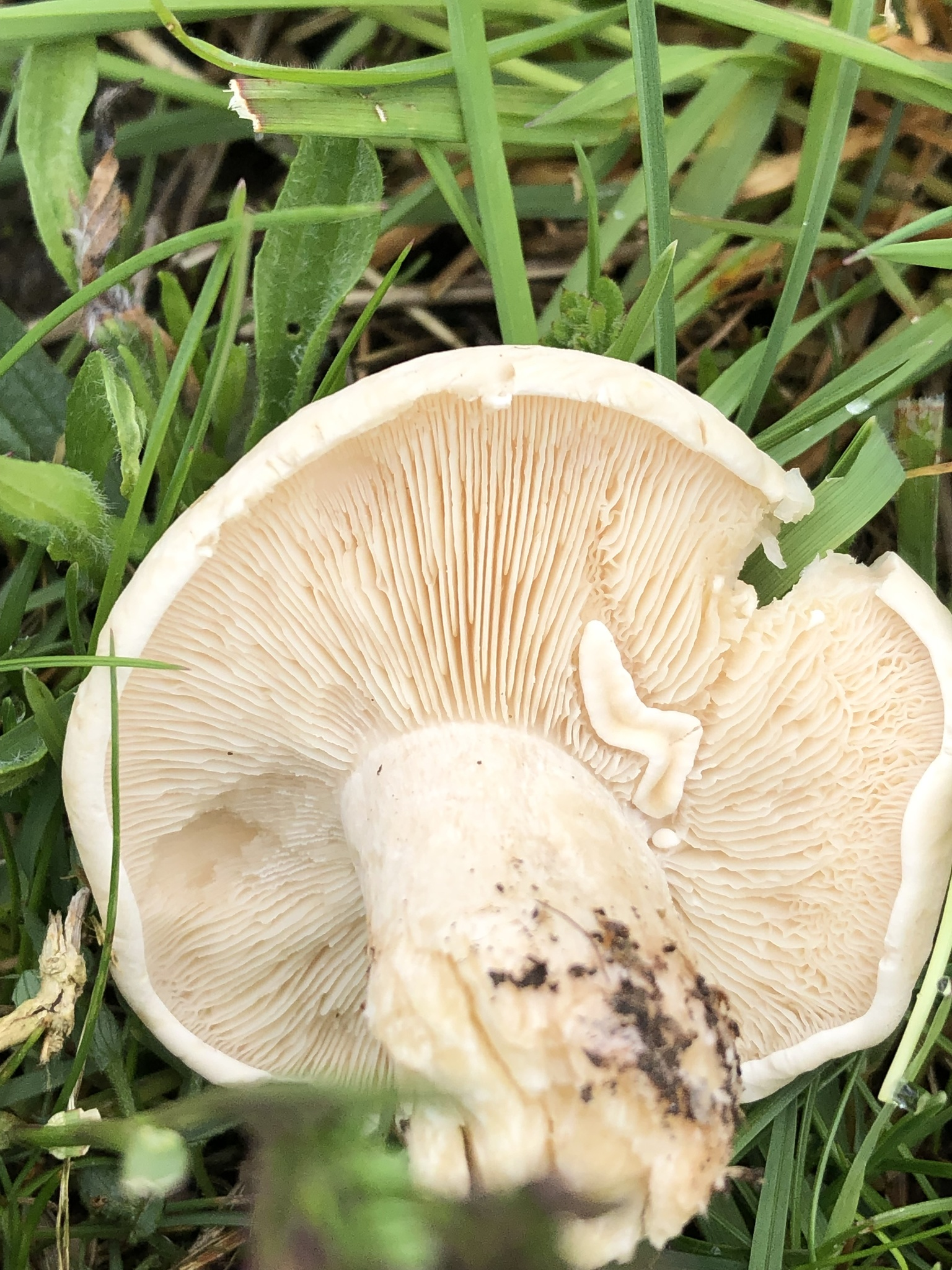
Lamellen
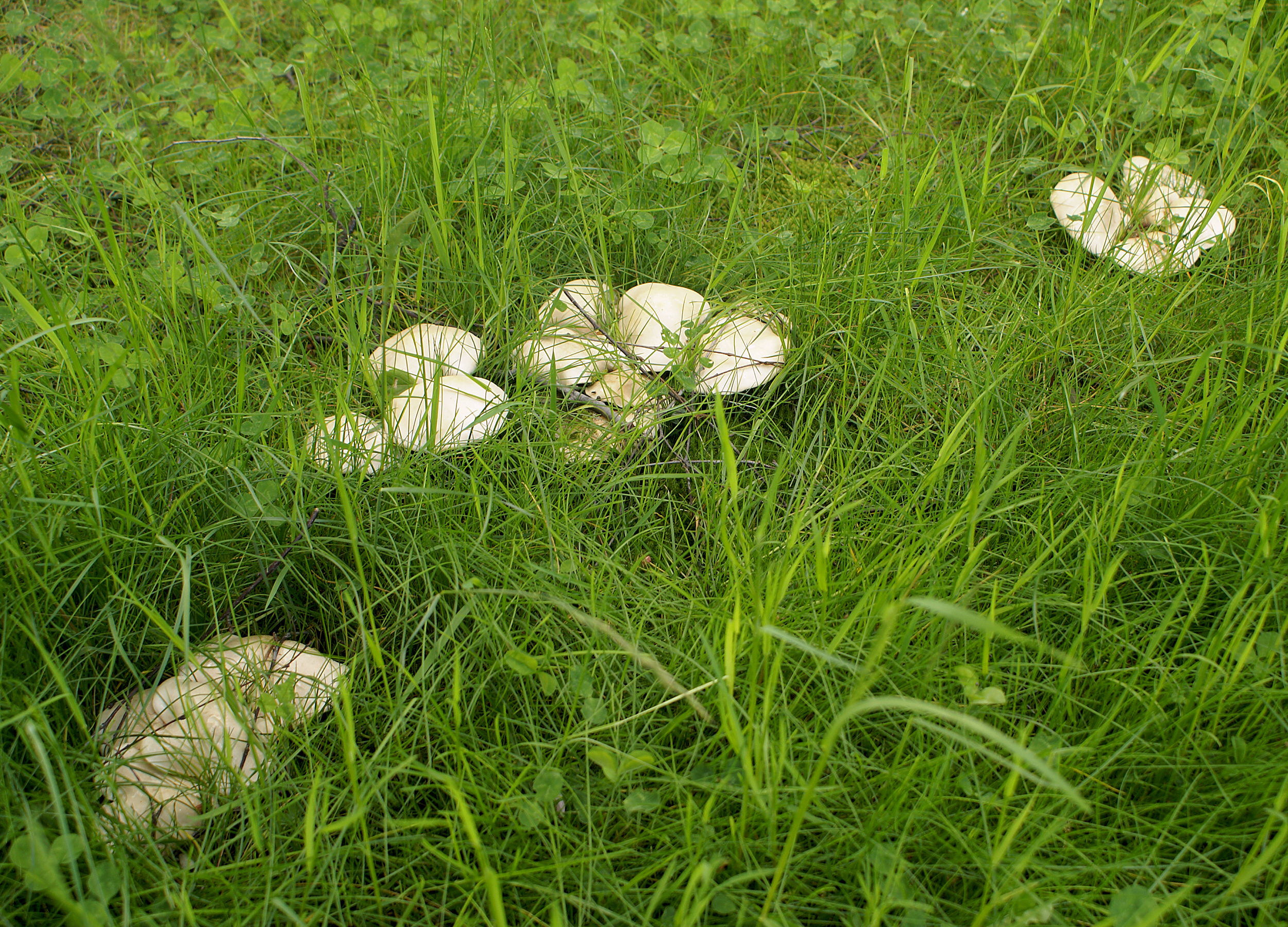
Vaak meerdere bijeen
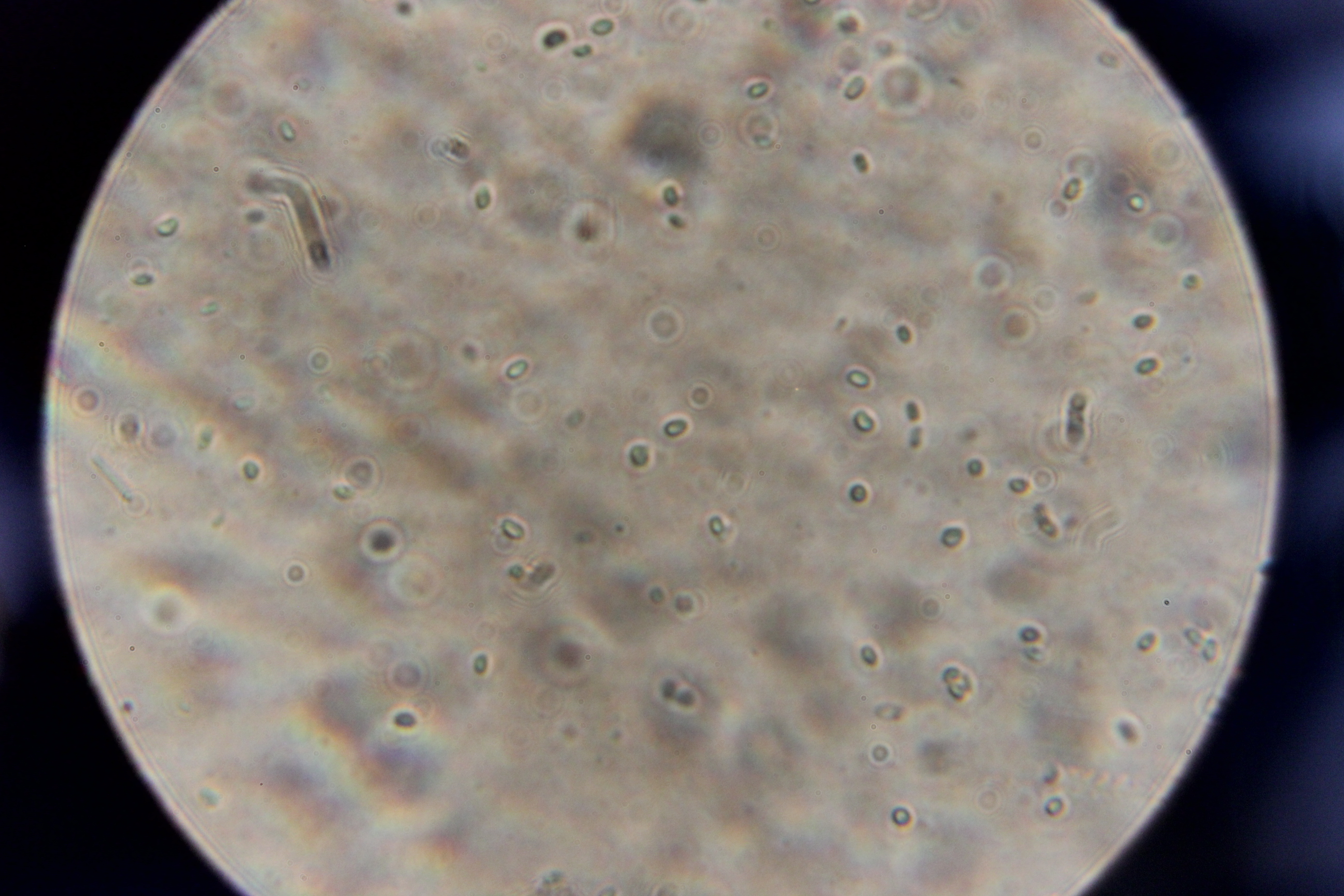
Sporen